# Schlatts in der Leerßer Moorheide
Das Landschaftsschutzgebiet Schlatts in der Leerßer Moorheide liegt auf dem Gebiet der Stadt Syke im niedersächsischen Landkreis Diepholz.
Das fast 160 ha große Gebiet erstreckt sich westlich der Kernstadt Syke, südwestlich des Kernortes Leerßen und südlich von Sörhausen. Es umfasst das im Jahr 1950 unter Schutz gestellte zwei ha große Leerßer Schlatt.
Östlich des Gebietes verläuft die Kreisstraße K 113 und südlich die Landesstraße L 340. Südöstlich schließt sich direkt das 701,5 ha große Landschaftsschutzgebiet Westermark an, unweit westlich erstreckt sich das Waldgebiet Hülsenberg.